# Heterodonax bimaculatus
Heterodonax bimaculatus is een tweekleppigensoort uit de familie Psammobiidae. De wetenschappelijke naam van de soort is gepubliceerd in 1758 door Linnaeus als Tellina bimaculata in de tiende editie van Systema naturae.